# بالا کهریزلی
بالا کهریزلی (به لاتین: Bala Kəhrizli) یک منطقه مسکونی در جمهوری آذربایجان است که در شهرستان آغجه‌آباد واقع شده است. بالا کهریزلی ۱۱۰۶ نفر جمعیت دارد.